# Uniform Naming Convention
Uniform Naming Conventionは、Microsoft Windowsにおいて同一LAN内で共有化された他のコンピュータのファイル、ディレクトリへアクセスするための指定方法。UNCと略される。
ただし元々の語源は、Universal Naming Convention（汎用名前付け規則）の略であった。だが、Uniform Naming Convention（統一命名付け規則）の略だとされる場合もある。
以下の書式で指定する。
\\コンピュータ名\共有名\フルパス
コンピュータ名の前に「\\」と記すことで、通常（自コンピュータ内）のパスと区別する。
コンピュータ名はIPアドレスで指定しても良い。
UNCによる指定はコマンドラインで引数として使用することができるが、ワーキングディレクトリ（カレントディレクトリ）に指定することはできない。
ネットワークドライブとしてマウントし、ドライブ文字を割り当てた場合には、ワーキングディレクトリ（カレントディレクトリ）として使用できる。